# 당오름
당오름(堂岳) 또는 당산봉(唐山峰)은 대한민국 제주특별자치도 제주시 한경면 고산리에 위치한 측화산이다. 높이는 148m, 비고 118m, 둘레는 4,674m, 면적은 534,135m2, 폭은 1,259m이며, 모양은 복합형으로 되어 있다. 이 오름 서쪽 꼭대기에는 봉수가 설치되었는데, 차귀봉수라고 한다.

## 위치
당오름은 동 · 남사면은 둥그스름하면서도 가파르며 곳곳에 암층이 드러나 있고 서사면은 바다로 내리지르는 암벽, 북사면은 말굽형 분화구가 크게 열려 그 서쪽 등성이는 해안을 따라, 동쪽 등성이는 일주도로를 따라 북으로 뻗어 내린다. 이 봉수대 터 아래쪽 바닷가에는 자구내포구가 있고, 그 포구 가까이에 자구내 개당이 있다.
당오름의 서쪽 어귀에는 고산 당목잇당이 있고, 남쪽에는 지석묘가 있는데 당오름 남서쪽 벌판에는 신석기시대의 유물 산포지가 있다. 두럭바우 아래쪽 바닷가에는 저승문이라는 세 개의 해식 동굴이 있다. 일주도로 변의 용수리 입구까지는 여러 갈래의 길이 있다.
여기서 고산리 쪽 500m 지점에서 용수리 쪽으로 200m를 가다가 왼쪽으로 100m 더 가면 오른편에 표석이 있다. 표지석과 연한 등성이를 따라서 오를 수 있는데, 정상까지는 약 15분 정도 걸린다.

## 배경
한경면(翰京面)은 제주특별자치도 제주시의 서쪽 끝에 있는 면이다. 북쪽과 서쪽은 바다와 접해 있고, 동쪽은 한경면, 남쪽은 서귀포시 대정읍과 접한다. 한라산의 북서사면에 위치하여 멀리 수월봉과 당산봉에 이르며, 차귀도로 이어진다. 지형은 한라산 가장자리 해발고도 200m 이하의 저지대가 거의 완만한 경사지를 이루며, 중산간 지역에 넓은 초지를 형성하고 있다. 조선 시대에는 18세기 중반까지 제주목 우면(右面)에 속하였다.
18세기 후반 우면이 신우면과 구우면으로 분리되면서 구우면에 속하였다. 1914년에는 제주군 구우면에 속했다가 1935년 구우면이 한림면으로 개칭되면서 한림면에 속했다. 1956년 한림면을 폐지하고 한림읍과 한경면으로 분리되었는데, 이때부터 북제주군 한경면이 되었다. 2006년 제주특별자치도가 출범하면서 제주시 한경면이 되었다. 현재 면 소재지인 신창리를 비롯한 13개의 법정리를 관할하고 있다.

## 전해오는 이야기
당오름은 ‘당’이 있는 오름이라는 데서 붙인 것인데, 제주도 여러 곳에서 확인된다. 이 오름에는 크고 작은 봉우리가 있는데, 각 봉우리마다 이름이 있다. 주봉은 당오름이라 하고, 주봉 북쪽 봉수대터는 망오름 또는 개영·궤영이라고 한다. 가운데에 알오름이 있고, 알오름의 동쪽 작은 봉우리는 저성머리, 서쪽은 두럭바우라고 한다.
당오름은 『신증동국여지승람』(대정)에 '차귀악(遮歸岳)'이라 기재했다. 『탐라지』(대정)에도 '차귀악(遮歸岳)'이라 표기 했는데, "당산(堂山)이라고도 한다. 대정현 서쪽 26리에 있다."라고 했다. 『조선강역총도』에는 '차귀악(遮歸岳)', 『탐라순력도』(한라장촉)에 '당산(堂山)'이라 기록했고 이곳에 봉수가 있어서 『탐라지도병서』, 『해동지도』(제주삼현), 『제주삼읍도총지도』 등에는 '당산봉(堂山烽)', 『제주삼읍전도』와 『제주군읍지』의 「제주지도」에는 '당산봉(唐山烽)'으로 표기했다.
『조선지지자료』에는 '당산(堂山)', 『조선지형도』에는 '고산악(高山岳)'이라 수록했다. 원래 자귀나무가 많아서 '자귀오름'이라 하고 이를 '차귀악(遮歸岳)'으로 표기했는데, 이곳에 차귀당(遮歸堂)이 들어서면서 당산(堂山) 또는 당악(堂岳)이라 했다고 한다. 지금의 당산봉(唐山峰)은 당산봉(堂山峰)을 잘못 표기한 것이다. 산 모양을 표현하여 '선인독서(仙仁讀書) 노승타고(老僧打鼓) 백로하전(白鷺下田)'이라고 전한다. 즉, "남쪽에서 바라보면 신선이 앉아 책을 읽는 형상이고, 동쪽에서는 노승이 북을 두드리는 형상이며, 북쪽으로는 백로가 날개를 펴서 논밭에 내려앉는 형상"이라는 의미이다.

## 같이 보기
- 한경면
- 금오름
- 문도지오름